# Stéphanie Dixon
Stéphanie Dixon (Brampton, 10 febbraio 1984) è una nuotatrice paralimpica canadese ed è considerata una delle migliori nuotatrici con disabilità al mondo.

## Biografia
Nata senza la gamba destra e l'anca e con un onfalocele, ha iniziato a nuotare all'età di due anni. All'età di 13 anni ha iniziato a nuotare a livello agonistico contro atleti senza disabilità. All'età di 14 anni si unì alla squadra nazionale paralimpica canadese. Per deambulare usa le stampelle ascellari.
Ha conseguito una laurea in psicologia presso l'Università di Victoria e nel 2021 ha iniziato un master in kinesiologia presso l'Università di Toronto.

## Carriera
Ha rappresentato il Canada alle Paralimpiadi estive del 2000 a Sydney all'età di 16 anni ed ha vinto cinque medaglie d'oro stabilendo il record canadese per il maggior numero di ori in una singola edizione dei Giochi. Rappresentando nuovamente il suo paese alle Paralimpiadi estive del 2004 ad Atene, ha vinto un oro, sei argenti e un bronzo. Ai Giochi ParaPan Americani di Rio de Janeiro, ha vinto 7 medaglie d'oro. Ha partecipato ai Paralimpiadi estive del 2008 a Pechino.
Dixon ha anche vinto diverse medaglie e stabilito diversi record mondiali ai Campionati del mondo e ai Giochi del Commonwealth.
È stata aggiunta alla Canadian Disability Hall of Fame. Nel 2016 le è stato conferito l'Ordine dello Sport, segnando il suo ingresso nella Sports Hall of Fame canadese.

## Palmarès

### Giochi paralimpici
| Anno | Manifestazione                 | Sede    | Evento                                        | Risultato | Note |
| ---- | ------------------------------ | ------- | --------------------------------------------- | --------- | ---- |
| 2000 | XI Giochi paralimpici estivi   | Sydney  | 100 metri stile libero classe S9              | Oro       |      |
| 2000 | XI Giochi paralimpici estivi   | Sydney  | 400 metri stile libero classe S9              | Oro       |      |
| 2000 | XI Giochi paralimpici estivi   | Sydney  | 100 metri dorso classe S9                     | Oro       |      |
| 2000 | XI Giochi paralimpici estivi   | Sydney  | Staffetta 4x100 metri stile libero            | Oro       |      |
| 2000 | XI Giochi paralimpici estivi   | Sydney  | Staffetta 4x100 metri misto                   | Oro       |      |
| 2000 | XI Giochi paralimpici estivi   | Sydney  | 50 metri stile libero classe S9               | Argento   |      |
| 2000 | XI Giochi paralimpici estivi   | Sydney  | 200 metri misto individuale classe SM9        | Argento   |      |
| 2004 | XII Giochi paralimpici estivi  | Atene   | 100 metri dorso classe S9                     | Oro       |      |
| 2004 | XII Giochi paralimpici estivi  | Atene   | 100 metri farfalla classe S9                  | Argento   |      |
| 2004 | XII Giochi paralimpici estivi  | Atene   | 200 metri misto individuale classe SM9        | Argento   |      |
| 2004 | XII Giochi paralimpici estivi  | Atene   | 100 metri stile libero classe S9              | Argento   |      |
| 2004 | XII Giochi paralimpici estivi  | Atene   | 400 metri stile libero classe S9              | Argento   |      |
| 2004 | XII Giochi paralimpici estivi  | Atene   | Staffetta 4x100 metri misto - 34 punti        | Argento   |      |
| 2004 | XII Giochi paralimpici estivi  | Atene   | Staffetta 4x100 metri stile libero - 34 punti | Argento   |      |
| 2004 | XII Giochi paralimpici estivi  | Atene   | 50 metri stile libero classe S9               | Bronzo    |      |
| 2008 | XIII Giochi paralimpici estivi | Pechino | 100 metri dorso classe S9                     | Oro       |      |
| 2008 | XIII Giochi paralimpici estivi | Pechino | 400 metri stile libero classe S9              | Argento   |      |
| 2008 | XIII Giochi paralimpici estivi | Pechino | 200 metri misto individuale classe SM9        | Argento   |      |
| 2008 | XIII Giochi paralimpici estivi | Pechino | 100 metri stile libero classe S9              | Bronzo    |      |

### Mondiali
| Anno | Manifestazione               | Sede          | Evento                                        | Risultato | Note |
| ---- | ---------------------------- | ------------- | --------------------------------------------- | --------- | ---- |
| 1998 | Campionati mondiali di nuoto | Christchurch  | 100 metri stile libero classe S9              | Oro       |      |
| 1998 | Campionati mondiali di nuoto | Christchurch  | 100 metri dorso classe S9                     | Oro       |      |
| 1998 | Campionati mondiali di nuoto | Christchurch  | 4x100 metri misto open                        | Oro       |      |
| 1998 | Campionati mondiali di nuoto | Christchurch  | 400 metri stile libero classe S9              | Oro       |      |
| 1998 | Campionati mondiali di nuoto | Christchurch  | 200 metri misto individuale classe SM9        | Oro       |      |
| 1998 | Campionati mondiali di nuoto | Christchurch  | 50 metri stile libero classe S9               | Argento   |      |
| 1998 | Campionati mondiali di nuoto | Christchurch  | 800 metri stile libero open                   | Bronzo    |      |
| 2002 | Campionati mondiali di nuoto | Mar del Plata | 100 metri dorso classe S9                     | Oro       |      |
| 2002 | Campionati mondiali di nuoto | Mar del Plata | 400 metri stile libero classe S9              | Oro       |      |
| 2002 | Campionati mondiali di nuoto | Mar del Plata | 50 metri stile libero classe S9               | Oro       |      |
| 2002 | Campionati mondiali di nuoto | Mar del Plata | 100 metri farfalla classe S9                  | Argento   |      |
| 2006 | Campionati mondiali di nuoto | Durban        | 100 metri dorso classe S9                     | Oro       |      |
| 2006 | Campionati mondiali di nuoto | Durban        | 100 metri farfalla classe S9                  | Argento   |      |
| 2006 | Campionati mondiali di nuoto | Durban        | 100 metri stile libero classe S9              | Argento   |      |
| 2006 | Campionati mondiali di nuoto | Durban        | 200 metri misto individuale classe SM9        | Argento   |      |
| 2006 | Campionati mondiali di nuoto | Durban        | 400 metri stile libero classe S9              | Argento   |      |
| 2006 | Campionati mondiali di nuoto | Durban        | Staffetta 4x100 metri stile libero - 34 punti | Argento   |      |
| 2006 | Campionati mondiali di nuoto | Durban        | 5000 metri open                               | Argento   |      |
| 2010 | Campionati mondiali di nuoto | Eindhoven     | 100 metri dorso classe S9                     | Bronzo    |      |